# Coupe d'Australie de football
 (décembre 2024).
Si vous disposez d'ouvrages ou d'articles de référence ou si vous connaissez des sites web de qualité traitant du thème abordé ici, merci de compléter l'article en donnant les références utiles à sa vérifiabilité et en les liant à la section « Notes et références ».
La Coupe d'Australie (anglais : Australia Cup) est une compétition annuelle de clubs de football qui existe sous de nombreux noms depuis sa création en 1977.

## Palmarès

### NSL Cup (1977-1997)
| Saison | Vainqueur              | Score              | Finaliste                   |
| ------ | ---------------------- | ------------------ | --------------------------- |
| 1977   | Brisbane City          | 1-1 (5 t.a.b. à 3) | Marconi Fairfield           |
| 1978   | Brisbane City          | 2-1                | Adélaïde City               |
| 1979   | Adélaïde City          | 3-2                | St George Saints            |
| 1980   | Marconi Fairfield      | 0-0 3-0            | Heidelberg United           |
| 1981   | Brisbane Lions         | 3-1                | Adélaïde Occidentale Hellas |
| 1982   | APIA Leichhardt Tigers | 2-1                | Heidelberg United           |
| 1983   | Sydney Olympique       | 1-0 1-0            | Heidelberg United           |
| 1984   | Newcastle United       | 1-0                | Melbourne Croatie           |
| 1985   | Sydney Olympique       | 2-1                | Preston Lions               |
| 1986   | Sydney City            | 3-2                | Adélaïde Occidentale Hellas |
| 1987   | Sydney Croatie         | 1-0 1-0            | Melbourne Méridionale       |
| 1988   | APIA Leichhardt Tigers | 0-0 (5 t.a.b. à 3) | Brunswick Juventus          |
| 1989   | Adélaïde City          | 2-0                | Sydney Olympic              |
| 1990   | South Melbourne        | 4-1                | Sydney Olympic              |
| 1991   | Parramatta Eagles      | 1-0                | Preston Lions               |
| 1992   | Adélaïde City          | 2-1                | Marconi Fairfield           |
| 1993   | Heidelberg United      | 2-1                | Parramatta Eagles           |
| 1994   | Parramatta Eagles      | 2-0                | Sydney United               |
| 1995   | Melbourne Knights      | 6-0                | Heidelberg United           |
| 1996   | Melbourne Méridionale  | 3-1                | Newcastle Breakers          |
| 1997   | Collingwood Warriors   | 1-0                | Marconi Fairfield           |

### FFA Cup puis Australia Cup (2014-)
| Saison | Vainqueur                         | Score                             | Finaliste                         |
| ------ | --------------------------------- | --------------------------------- | --------------------------------- |
| 2014   | Adélaïde United                   | 1-0                               | Perth Glory                       |
| 2015   | Melbourne Victory                 | 2-0                               | Perth Glory                       |
| 2016   | Melbourne City                    | 1-0                               | Sydney FC                         |
| 2017   | Sydney FC                         | 2-1(ap)                           | Adélaïde United                   |
| 2018   | Adélaïde United                   | 2-1                               | Sydney FC                         |
| 2019   | Adélaïde United                   | 4-0                               | Melbourne City                    |
| 2020   | Coupe annulée à cause du Covid-19 | Coupe annulée à cause du Covid-19 | Coupe annulée à cause du Covid-19 |
| 2021   | Melbourne Victory                 | 2-1                               | Central Coast Mariners            |
| 2022   | Macarthur FC                      | 2-0                               | Sydney United                     |
| 2023   | Sydney FC                         | 3-1                               | Brisbane Roar                     |
| 2024   | Macarthur FC                      | 1-0                               | Melbourne Victory                 |